# Vermilion part 2
Vermillion Pt. 2 et en single af bandet Slipknot fra USA og en fortsættelse på deres tidligere sang Vermilion.